# هاگار هولناک
هاگار هولناک (به انگلیسی: Hägar the Horrible) شخصیت کمیک استریپی است که توسط کینگ فیچرز سیندیکیت (King Features Syndicate) منتشر می‌شود. هاگار توسط دیک براون خلق شد و توسط پسرش کریس براون ادامه یافت. نخستین بار در فوریهٔ ۱۹۷۳ ظاهر شد و به سرعت به موفقیت دست پیدا کرد. امروزه در ۱۹۰۰ روزنامه در ۵۸ کشور منتشر می‌شود. این کمیک شرح حال وایکینگی در قرون وسطی در مناطق اسکاندیناوی است.

## هاگارِ وایکینگ
هاگار هولناک لقبی بوده که پسران دیک براون به وی داده بودند. هاگار وایکینگی مودار، ژولیده، سنگین وزن، ریش قرمز و اهل نروژ است. او دائماً به انگلیس هجوم می‌برد و گهگاه فرانسه را نیز از تهاجم بی‌نصیب نمی‌گذارد. Terence J. Sacks نویسندۀ انیمیشن خاطرنشان می‌کند که خصوصیات ضد و نقیض هاگار را در نزد خواننده عزیز می‌کند: "کلاه‌خود شاخ‌دار هاگار، ریش زبر و لباس‌های ژولیده او را تا حدودی شبیه غارنشینان یا وایکینگ‌های اولیه می‌کند، ولی هاگار شکم نرمی دارد که گاهی پیدا می‌شود."
بیشتر بار طنز کمیک‌ها با محوریت رفتار هاگار با کارکنان کشتی‌اش، به خصوص ادی "خوش‌شانسه"، و زمانی که در سفر دریایی یا میخانه نباشد، رفتارش با خانواده‌اش است؛ همسر از خود راضی، اهل دعوا، گهگاه حسود و غرغرویش هِلگا (Helga)؛ پسر حساس و باهوش‌شان هَملت (Hamlet)؛ دختر زیبا و خنگ‌شان هُنی (Honi)؛ اردک خانگی هلگا کو-واک (Kvack)؛ سگ باهوش و وفادار هاگار اسنِرت (Snert)، و بعضی شخصیت‌های فرعی دیگر.
انیمیشن نیم‌ساعته‌ای از هاگار در سال ۱۹۸۹ پخش شد که بر روی دی‌وی‌دی موجود می‌باشد.
پس از کناره‌گیری دیک براون در سال ۱۹۸۸ (قبل از مرگش در ۱۹۸۹)، پسرش کریس کشیدن کمیک‌ها را ادامه داد.

### شیوۀ طراحی
هاگار هولناک از شیوۀ طراحی واضح و با پس‌زمینه و پیش‌زمینه‌ای نسبتاً خلوت، کم جزئیات، و کم سایه بهره می‌برد. بعضی متخصصان معتقدند این شیوه به علت تجربۀ دیک براون به عنوان طراح دادگاه و طراح نقشۀ نبردهای مهم جنگ جهانی دوم (تا قبل از ۱۹۴۲) و فعالیت او به عنوان طراح در واحد مهندسی ارتش آمریکا است که در این موقعیت‌ها نیاز به نقشه‌ها و نمودارهایی با تصاویر خیلی واضحی بوده است.

### شخصیت‌های اصلی
شخصیت‌های اصلی کمیک استریپ‌ها:
- هاگار "هولناک" (به انگلیسی: Hägar the Horrible): قهرمان وایکینگ و نروژی داستان. هاگار هم یک جنگجوی خشن و هم یک مرد خانواده‌دوست است. یکی از شوخی‌های داستان، سطح فوق‌العاده پایین بهداشت هاگار است (سالانه یک بار زمان جشن‌های ملی حمام می‌رود) و حماقت‌های هاگار که معمولاً او را با خانواده‌اش دچار مشکل می‌کند.
- هِلگا (به انگلیسی: Helga): همسر خانه‌دار، رئیس‌مآب و فربۀ هاگار. هلگا شخصیت مادرانۀ داستان است. هلگا اغلب بر سر عادت‌های ناپسند هاگار، مانند نَشُستن دست‌ها یا تمیز نکردن پاهایش قبل از ورود، با هاگار مشاجره می‌کند. او سعی می‌کند ارزش‌های قدیمی‌شدۀ خودش را به دخترش هنی یاد بدهد، گرچه هنی هیچ‌وقت به درستی درک نمی‌کند و با او مخالفت می‌ورزد.
- هُنی (به انگلیسی: Honi): دختر زیبا، عزیز، دوست‌داشتنی و شاد ۱۶ سالۀ هاگار (و هلگا) است. مشخصات ظاهری او شامل کلاه‌خود بال‌دار، سینه‌بند فلزی و یک دامن خیلی بلند ساخته شده از زره است. هنی ساده‌لوح، کنجکاو و احساساتی است. هلگا پیوسته در تلاش است تا هنی ازدواج کند، زیرا در آن زمان‌ها دخترها خیلی زود ازدواج می‌کردند. هنی از همان ابتدای کمیک‌ها عاشق شخصیتی به نام لوت است و تنها شخصیتی است که آواز خواندن وحشتناک او را تحمل می‌کند. او همانند پدرش یک جنگجوی وایکینگ است و اسلحۀ مورد علاقه‌اش، نیزه و سپر است.
- لوت (به انگلیسی: Lute) (لوت در زبان انگلیسی به معنای ساز "عود" است): آوازه‌خوانی بی‌استعداد که نه عود را خوب می‌نوازد، و نه خوب می‌خواند (گرچه لوت نسبت به عقیدۀ عمومی که به طرز وحشتناکی بد می‌خواند بی‌توجه است و خود را کاملاً بااستعداد می‌داند). او دوست‌پسر هنی است؛ آن دو بارها با هم نامزد کرده‌اند گرچه هنوز ازدواج نکرده‌اند. نام او از آلت موسیقی (عود در انگلیسی lute) که آن را ضعیف (و ظاهراً بی‌توجه به این قضیه) می‌نوازد، گرفته شده است.
- هَملت (به انگلیسی: Hamlet): پسر باهوش، تمیز، حرف‌شنو و اهل مطالعۀ هاگار (و هلگا) که معمولاً در حال مطالعۀ کتاب مشاهده می‌شود (کنایه‌آمیز است چون در عصر وایکینگ‌ها کتاب موجود نبوده است)؛ هملت هیچ علاقه‌ای به وایکینگ شدن از خود نشان نمی‌دهد، و این باعث سرافکندگی خانواده به خصوص هاگار است، با این حال هلگا و هنی این مسئله را بیشتر تحمل می‌کنند و حتی او را به تحصیل تشویق می‌کنند. حتی وقتی هاگار او را به تمرین مهارت‌های وایکینگی وادار می‌کند، نتایج ضعیفی از خود نشان می‌دهد. شخصیت مونث داستان، هرنیا، به او علاقه دارد؛ علاقه‌ای که معمولاً یک‌طرفه باقی می‌ماند.
- هِرنیا (به انگلیسی: Hernia): دختر نوجوانی با اخلاقی پسرانه که به هملت علاقه‌مند است؛ گرچه علاقۀ او معمولاً از طرف هملت بی‌نتیجه می‌ماند.
- اِدی (به انگلیسی: Lucky Eddie) (که همه به جز خودش او را ادی خوش‌شانسه می‌نامند) معاون اول هاگار (در کشتی)، بهترین دوست او و همچنین معاون او در تهاجمات می‌باشد. به طور طنزآمیزی برخلاف تصور عمومی و محبوب از وایکینگ‌ها به عنوان جنگجویانی تنومند و پرعضله، ادی جنگجویی قدکوتاه، لاغر، ساده‌لوح و نسبتاً ضعیف است. به جای کلاه‌خود، شیپوری بر سرش دارد. بر خلاف هاگار، ادی قادر به خواندن و صحبت کردن به زبان‌های خارجی است، با این وجود، این مسئله او را باهوش‌تر نساخته است.
- اسنِرت (به انگلیسی: Snert): سگ هاگار. اسنرت ظاهراً باید سگی شکاری باشد، اما این احساس به خواننده دست می‌دهد که اسنرت غالباً علاقه‌ای به کار کردن ندارد. اسنرت هر چه که هاگار می‌گوید می‌فهمد، ولی معمولاً درخواست‌های او را انجام نمی‌دهد. گاهی اسنرت صاحب همسر و چند توله سگ دیده می‌شوند، هر چند به ندرت نقشی در کمیک‌ها ایفا می‌کنند.
- کو-واک (به انگلیسی: Kvack): اردک مادۀ آلمانی خانواده. کو-واک دوست و محرم هلگا است و معمولاً جاسوسی کارهای هاگار را می‌کند و هر وقت هاگار کار نادرستی انجام می‌دهد، با صدای بلند شروع به کواَک کواَک می‌کند. واضح است که هاگار از کو-واک متنفر است و مایل است تا از شرش خلاص شود. از آنجایی که کو-واک آلمانی است، کواَک را با لهجه "کو-واک" تلفظ می‌کند. بعدها در کمیک‌ها، کو-واک چند جوجه اردک را به خانه می‌آورد که هلگا همچون نوه‌هایش از آنها مراقبت می‌کند.
- شخصیت‌های فرعی و مهم داستان: دکتر زوک (Dr. Zook) (دکتری با ظاهری همانند راهب‌ها) که یک شیاد بدنام است، پدر هلگا (یک وایکینگ پیر که ریشش تا نزدیک زمین می‌رسد)، مادر هلگا (همانند مادرزن‌های کلیشه‌ای)، متصدی فضول اخذ مالیات، آقای گیگلز (Mr. Giggles) (شکنجه‌گری که با قلقلک دادن زندانی‌ها را شکنجه می‌کند)، وکیل کویا (Koya the Lawyer)، جلاد، فال‌گیری که هنی و هلگا مرتب پیش او می‌روند، پیشخدمتی کچل در رستوران محبوب هلگا، "پادشاه انگلستان"، و مهاجمان آنگلوساکسون که حریفان هاگار محسوب می‌شوند.

## شوخی‌های معمول
- هاگار و ادی خوش شانسه تنها در جزیرۀ کوچکی نشان داده می‌شوند. شوخی‌هایی دربارۀ زندگی در جزیره، گرچه هیچ‌گاه نشان داده نمی‌شود که آن دو چگونه به آن جزیره رسیده‌اند یا چگونه و چه‌موقع از آنجا نجات پیدا کردند.
- متصدی اخذ مالیات و دستیارش نزد هاگار می‌روند تا برای پادشاه مالیات جمع کنند. (هاگار از پرداخت مالیات متنفر است.)
- هاگار و ادی خوش شانسه در لبۀ صخره‌ای گیر افتاده‌اند و مهاجمان به سمت آنها حمله‌ور شده‌اند.
- هاگار و ادی خوش‌شانسه دست و پا بسته به دیوار در سیاهچال نشان داده می‌شوند (که اغلب آقای گیگلز آنها را با قلقلک دادن شکنجه می‌کند.)
- مادرزن هاگار به دیدن آنها می‌آید.
- حمام سالیانۀ هاگار.
- هاگار به دیدن دکتر زوک شیاد می‌رود.
- هاگار و سپاهیانش به کشورهای دیگر هجوم می‌برند. آنها این تهاجمات را "سفرهای کاری" می‌نامند.
- شاخ‌های کلاه‌خود هاگار با دروغ گفتنش می‌افتند.
- هاگار و ادی خوش‌شانسه بسته به ستون‌های چوبی، آمادۀ سوزانده شدن هستند.

یکی از نمونه‌های کمیک‌های هاگار که نشان‌دهندۀ نیت خوب هاگار ولی حماقت او است: هاگار از غارت پاریس برگشته و به همسرش هلگا هدیه‌ای می‌دهد. هاگار به او می‌گوید که آن را از یک وان در کاخ جدا کرده است. سپس شیر آب (همان هدیه) را باز می‌کند و مشتاقانه به هلگا می‌گوید که تماشا کند. وقتی اتفاقی نمی‌افتد، هاگار می‌گوید، "مسخره‌ست، وقتی توی کاخ بازش می‌کردم، ازش آب بیرون میومد."

## اسامی در کشورهای دیگر
- آرژانتین: Olaf el vikingo
- آفریقای جنوبی: Hägar die Verskriklike
- آلمان: Hägar der Schreckliche
- آمریکا: Hägar the Horrible
- اسپانیا: Olafo, el Terrible
- استونی: Hagar Hirmus
- اسلوونی: Hogar Grozni
- اکوادور: Olafo el vikingo
- اندونزی: sang Viking Hägar
- ایتالیا: Hagar l'Orribile
- ایسلند: Hrólfur Hræðilegi
- برزیل: Hagar, o Horrível
- بلژیک: Hägar Dünor le Viking و Hagar de Verschrikkelijke
- پاراگوئه: Olaf, el Vikingo
- پرتغال: Hagar, o Horrível
- ترکیه: Bastır Viking
- دانمارک: Hagbard
- سوئد: Hagbard Handfaste
- صربستان: Хогар Страшни
- فرانسه: Hägar Dünor le Viking
- فنلاند: Harald Hirmuinen
- کرواسی: Hogar strašni
- کلمبیا و آمریکای لاتین: Olafo el Amargado
- مجارستان: Hagar a tulok
- مکزیک: Olafo, el Amargado
- نروژ: Hårek den hardbalne
- یونان: Χάγκαρ ο Απαίσιος

## نمایش تلویزیونی
در سال ۱۹۸۹، یک نمایش تلویزیونی در شبکۀ سی‌بی‌اس (CBS) پخش شد. ماجرای آن بر اساس کمیک استریپ‌های اولیه در ۱۹۷۳ بود. هاگار پس از ۲ سال از نبردی به خانه برمی‌گردد و با مشکلات بزرگ فرهنگی روبه‌رو می‌شود، دختر عزیزش نامزد یک آوازه‌خوان بی‌استعداد به نام لوت شده است و پسر جوان‌ترش هملت از آکادمی وایکینگ‌ها اخراج شده و شروع به خواندن کتاب کرده و با فرهنگ‌تر شده است، که هاگار هلگا را در این زمینه مقصر می‌بیند.

## فیلم
به نوشتۀ ورایتی در سال ۲۰۰۳، Abandon Pictures حقوق ساخت فیلم از کمیک استریپ را خریداری کرده است، و در نظر دارد تا یک فیلم اکشن زنده از روی آن بسازد.